# Tagir Khaybulaev
Tagir Khaybulaev (tiếng Nga: Тагир Хайбуллаев) (sinh ngày 24 Tháng bảy 1984 trong Kizilyurt, Dagestan, Nga) là một võ thủ judo người Nga gốc Avar. Trong Thế vận hội Mùa hè 2012, Tagir đã giành được huy chương vàng thứ ba của mình sau khi đánh bại đương kim vô địch Naidangiin Tüvshinbayar của Mông Cổ giành chiến thắng giải đấu judo nam dưới 100 kg